# Vergine delle Rocce (Parigi)
La prima versione della Vergine delle Rocce è un dipinto a olio su tavola trasportato su tela (198x123 cm) di Leonardo da Vinci, databile al 1483-1486 e conservato nel Musée du Louvre di Parigi, mentre la seconda versione è conservata alla National Gallery di Londra.

## Storia

### La commissione

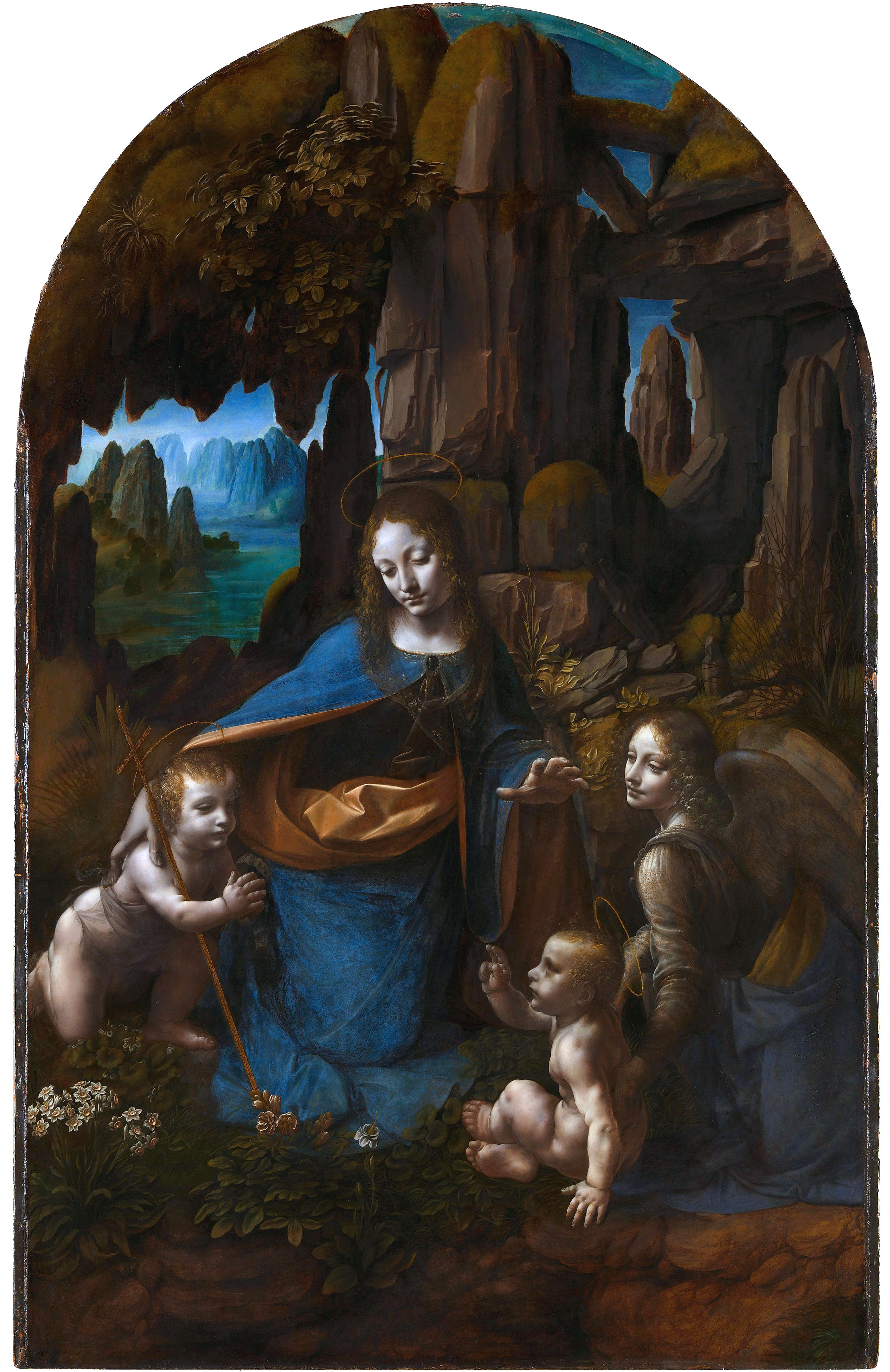
La versione conservata alla National Gallery di Londra

La confraternita della Immacolata concezione (una confraternita laica), stipulò un contratto per una pala da collocare sull'altare della cappella della chiesa di San Francesco Grande, oggi distrutta, col giovane artista arrivato circa un anno prima da Firenze. Per Leonardo era la prima commissione che otteneva a Milano, dove era stato accolto tiepidamente. Al contratto presenziarono anche i fratelli pittori Evangelista e Giovanni Ambrogio De Predis, artisti affermati a Milano, che ospitarono Leonardo nella loro abitazione vicino a Porta Ticinese.
Il contratto, molto dettagliato, prevedeva un trittico; nella pala centrale la Madonna con un ricco abito di broccato d'oro azurlo tramarino e con lo suo fiollo, Dio Padre in alto, anche lui con la vesta de sopra brocato doro, un gruppo di angeli alla fogia grecha e due profeti. Nelle due parti laterali i confratelli chiedevano quattro angeli, uno quadro che canteno et l'altro che soneno. Le tavole laterali, affidate ai De Predis, dovevano mostrare angeli in gloria, il tutto per un compenso di ottocento lire imperiali, da pagarsi a rate fino al febbraio 1485. L'intelaiatura lignea venne invece affidata a Giacomo del Maino.
Non è chiaro perché Leonardo cambiò il soggetto della tavola, optando piuttosto per il leggendario incontro tra i piccoli Gesù e Giovanni, narrato nella Vita di Giovanni secondo Serapione e in altri testi sull'infanzia di Cristo. Potrebbe essere stato Leonardo a decidere arbitrariamente le modifiche, ma è possibile che, viste le consuetudini dell'epoca, siano state le richieste dei committenti a cambiare anche in considerazione dello stile un po' "arcaico" della prima richiesta. Giovanni Battista infatti ne era il santo protettore, assieme a San Francesco, della Confraternita dell'Immacolata; si riconosceva perciò nella figura del Battista, inginocchiata davanti a Gesù in preghiera e da lui benedetta, e allo stesso tempo, protetta dalla Vergine Maria.
Non vennero dipinti né Dio Padre, né i profeti e gli angeli alla foggia greca. Due soli Angeli musicanti vennero dipinti da Ambrogio de Predis nelle ali laterali, oggi conservate alla National Gallery di Londra.

### La controversia e la nuova versione
Spesso si è letto che, a causa dell'inadempienza contrattuale legata al soggetto, la Confraternita contestò il dipinto considerandolo incompiuto, o addirittura inadatto poiché eretico. Studi più precisi, basati sui documenti d'archivio relativi alla controversia legale che oppose gli artisti ai committenti, hanno permesso di delineare una vicenda diversa.
In una supplica al Duca di Milano, databile tra il 1493 e il 1494, Leonardo da Vinci e Ambrogio de Predis (Evangelista era nel frattempo morto alla fine del 1490 o all'inizio del 1491) richiedevano che l'opera dovesse essere pagata più della cifra pattuita inizialmente (200 ducati) in quanto la realizzazione, soprattutto a causa della complessa ancona dorata e intagliata, sarebbe stata molto più laboriosa e dispendiosa. Gli artisti dunque chiedevano un conguaglio di 100 ducati per il dipinto centrale, ma se ne videro offrire solo 25. Proposero allora che venissero nominati degli "esperti dell'Arte" che giudicassero il lavoro oppure che i committenti «lasano ali dicti exponenti dicta nostra dona fata a olio» per la quale avevano già ricevuto diverse offerte di cento ducati «da persone quale hanno voluto comprare dicta Nostra Dona».
Questo fece supporre che la prima versione della Vergine delle Rocce fosse già stata posta in opera ma che gli autori ne stessero chiedendo la restituzione, mentre altri studiosi sostennero che l'opera non sia mai arrivata alla cappella dell'Immacolata, ma si trovasse ancora nello studio degli artisti. In particolare Marani affermò che «i pittori stanno tentando di ricattare i confratelli, chiedendo una maggiorazione del compenso, salvo appunto trattenere presso lo studio il dipinto». La diatriba tra Leonardo e la Confraternita si trascinò così per molti anni e fu chiusa nel 1506 da una sentenza con cui l'opera venne dichiarata ufficialmente "incompiuta". Leonardo era tenuto a portarla a termine entro due anni, ma gli venne riconosciuto un conguaglio di 200 lire (corrispondenti a 50 ducati, la metà di quanto aveva inizialmente richiesto).
Nel frattempo Leonardo, lasciata Milano, era tornato a Firenze ed aveva visitato numerose città. La seconda versione della pala, che mitiga alcuni aspetti più rivoluzionari dell'opera, doveva essere già avviata prima della partenza di Leonardo (1499), venendo poi completata in occasione del suo secondo soggiorno milanese, nel 1506. Nella seconda versione la Madonna appare più grande e maestosa, i due bambini sono più riconoscibili e soprattutto è sparito l'inconsueto gesto della mano dell'angelo, che nella prima versione indicava Giovanni, e il suo sguardo diretto allo spettatore. I classici attributi della iconografia tradizionale, come le aureole e il bastone con la croce del Battista, sarebbero stati aggiunti molti anni più tardi, probabilmente nei primi decenni del XVII secolo.
Secondo un'ipotesi, le due versioni della Vergine delle Rocce sarebbero state realizzate per due diversi luoghi e committenti nella stessa città di Milano: la prima per la cappella palatina della chiesa di San Gottardo in Corte, e la seconda per la cappella dell'Immacolata nella chiesa di San Francesco Grande.
Una diversa ipotesi è basata sui documenti trovati dal prof. Grazioso Sironi nell'archivio della biblioteca Ambrosiana alla fine degli anni '70, in cui si afferma che la diatriba con la confraternita venne chiusa anche attraverso il permesso dato a Leonardo di trarre una copia della pala che nel frattempo era diventata famosa ed interessava il re di Francia. L'incompiutezza della prima versione era probabilmente dovuta alla mancanza degli attributi iconografici canonici delle aureole e della croce di san Giovanni, che appaiono elementi slegati e giustapposti, forse dipinti dagli stessi De Predis. Leonardo si rifiutava di aggiungerli e per questo non veniva pagato, mentre per la confraternita erano elementi essenziali. La possibilità di farne una copia e la destinazione laica del committente permisero al maestro una maggiore libertà di impianto, di non essere obbligato ad osservare la iconografia religiosa e ad introdurre elementi come il gesto dell'angelo che non sarebbero stati adeguati se destinati alla confraternita.
In questa ipotesi la prima versione sarebbe dunque quella oggi alla National Gallery, in cui vi potrebbe essere anche la mano dei De Predis nello sfondo e nel Gesù bambino che appare di qualità nettamente diversa ed inferiore, rispetto alla versione del Louvre.
La seconda versione, fatta espressamente da Leonardo per il re di Francia Luigi XII, che aveva senz'altro potuto vedere la prima versione dopo la sua occupazione di Milano nel 1499, sarebbe dunque la versione del Louvre, che risulta infatti molto più compiuta, espressiva e stilisticamente omogenea.

### Vicende successive

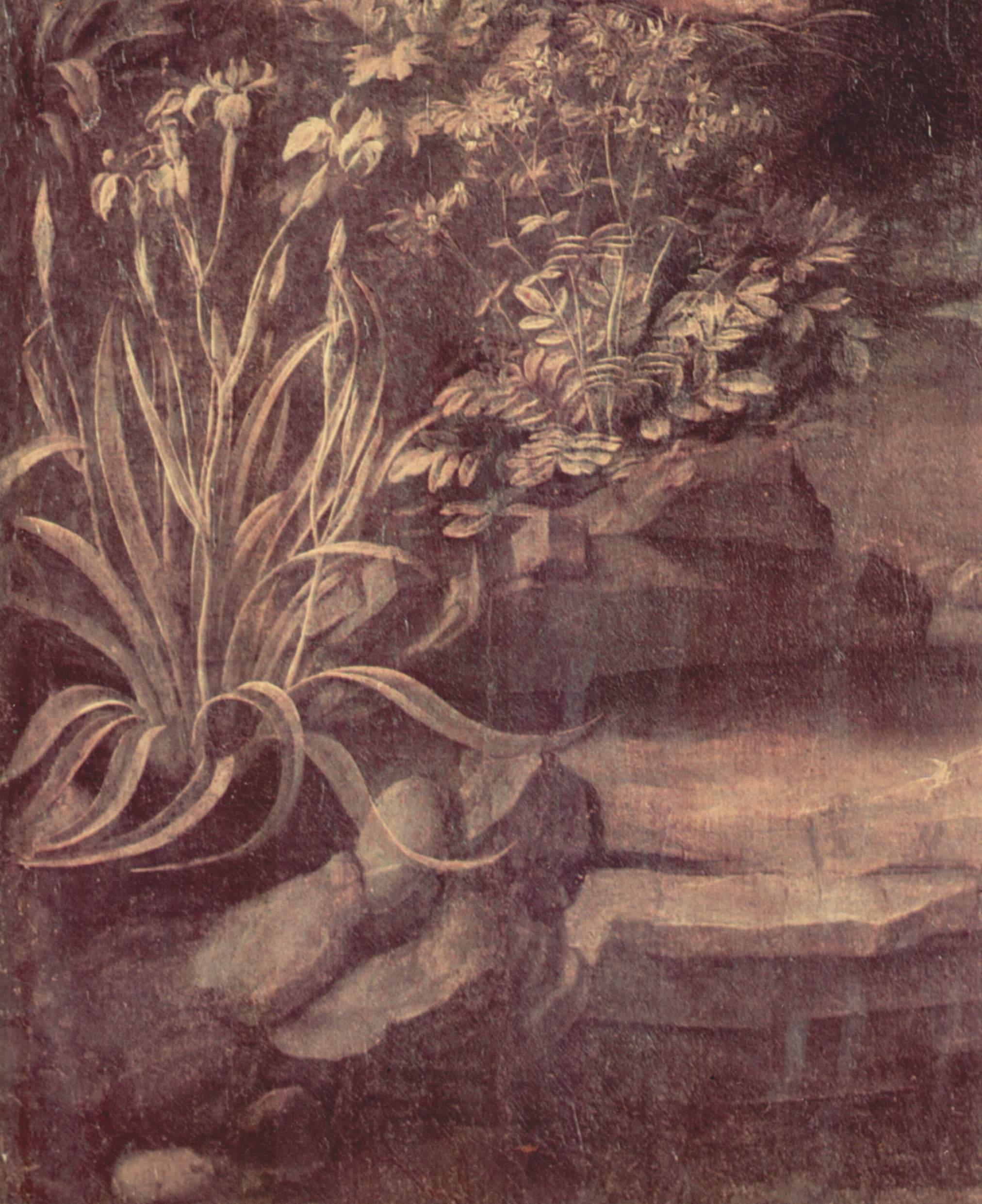
Dettaglio botanico

La versione londinese si trovava sicuramente a San Francesco poco prima che la chiesa venisse restaurata nel 1576; trasportata nella sede della confraternita, vi rimase fino alla soppressione del 1785, quando venne venduta al pittore inglese Gavin Hamilton che la portò in Inghilterra.
Il destino della prima versione, quella parigina, è più incerto e nessuna delle diverse ipotesi sull'arrivo dell'opera in Francia ha ancora trovato una conferma documentale. 
Nell'ipotesi più accreditata, durante la lunga disputa legale che vide contrapposti Leonardo e Ambrogio de Predis alla Confraternita dell'Immacolata, la prima versione sarebbe stata venduta a qualcuno che aveva fatto generose offerte d'acquisto, forse lo stesso duca Ludovico il Moro che l'avrebbe esposta nella cappella del palazzo ducale, e sarebbe poi caduta nelle mani dei francesi assieme a tutte le sue proprietà.
Altri studiosi sostengono che la pala oggi al Louvre sarebbe identificabile con la Maestà inviata in dono da Ludovico il Moro a Massimiliano d'Asburgo in occasione delle nozze dell'imperatore con Bianca Maria Sforza (1493), e il passaggio in Francia sarebbe avvenuto molti anni più tardi, in occasione di altre nozze, quelle di Eleonora, nipote di Massimiliano, con Francesco I di Francia.
In ogni caso la prima documentata presenza del dipinto nelle collezioni francesi risale al 1625, quando Cassiano dal Pozzo, che aveva accompagnato il cardinal Barberini nella sua legazione in Francia, la vide a Fontainebleau nella galleria delle pitture. Il dipinto si trovava poi nel catalogo del Musée Royal nel 1830 e ai primi del XIX secolo venne effettuato il trasporto su tela dal restauratore François Toussaint Hacquin, secondo pratica allora molto frequente.
Dal punto di vista dell'influenza su altri lavori, la fortuna di questa composizione fu enorme: si conoscono infatti innumerevoli copie create da artisti italiani e stranieri. In particolare, un dipinto ospitato nella chiesa di Santa Giustina ad Affori (Milano) è stato probabilmente eseguito da Ambrogio de Predis negli stessi anni in cui i due collaboravano per la realizzazione del celebre dipinto. Un'altra copia, attribuita al Melzi, si trova attualmente presso il convento delle suore Orsoline di via Lanzone a Milano.
Tra le tante derivazioni del tema va segnalata anche la cosiddetta "terza versione" del quadro (versione Cheramy), custodita in una collezione privata in Svizzera e da alcuni (tra cui Carlo Pedretti) attribuita alla mano dello stesso Leonardo.

## Descrizione

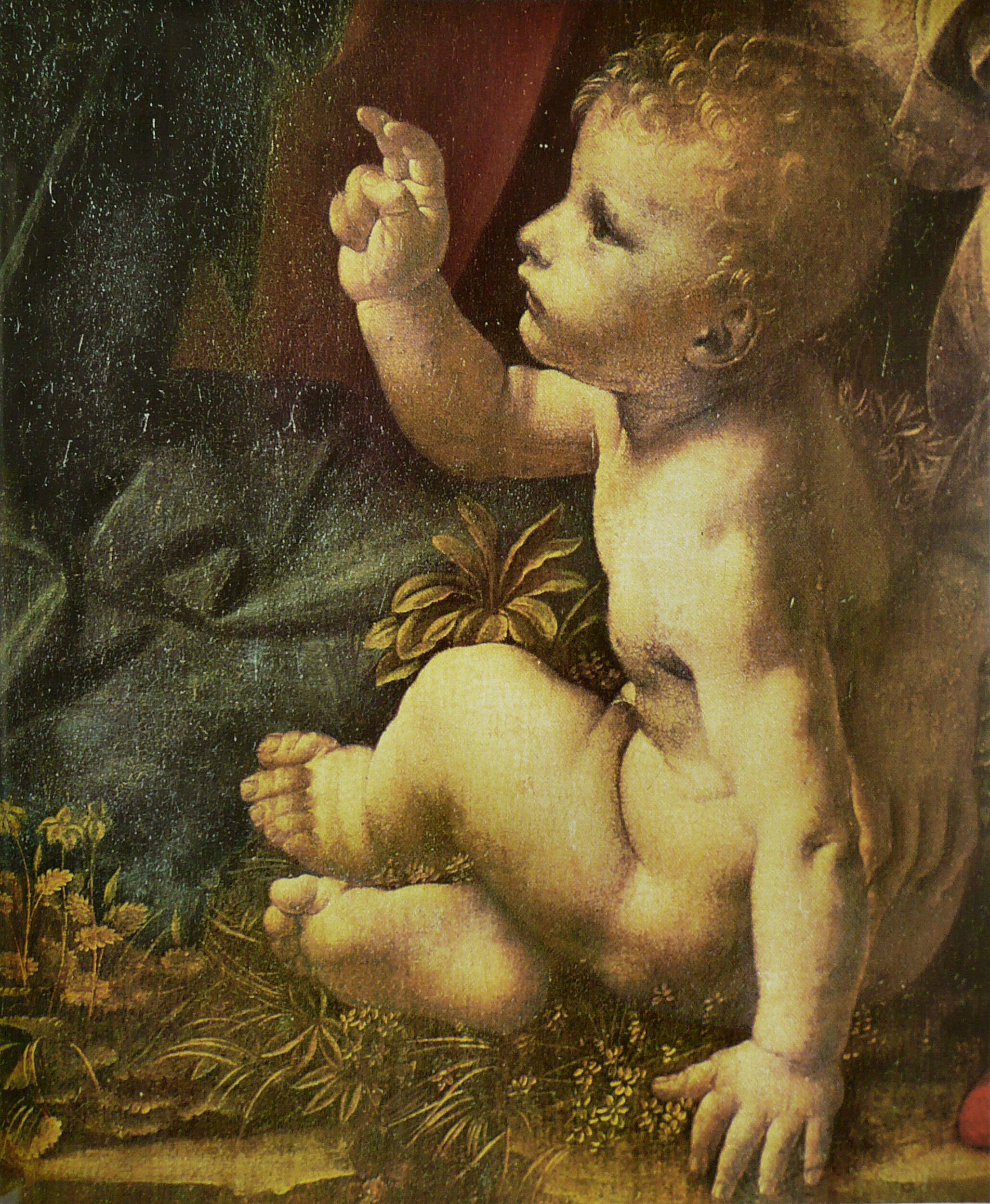
Dettaglio, Gesù Bambino

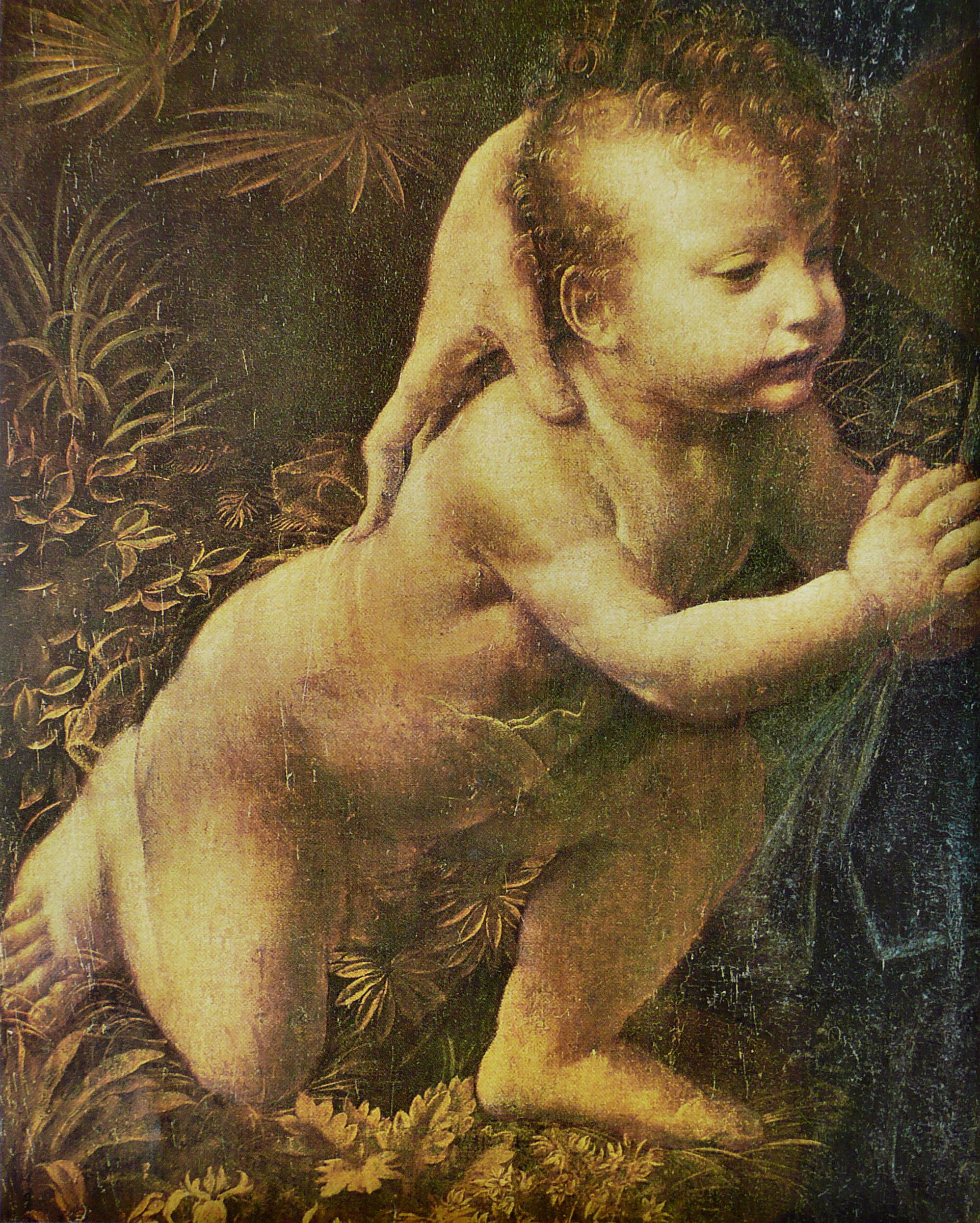
Dettaglio, Giovanni Battista

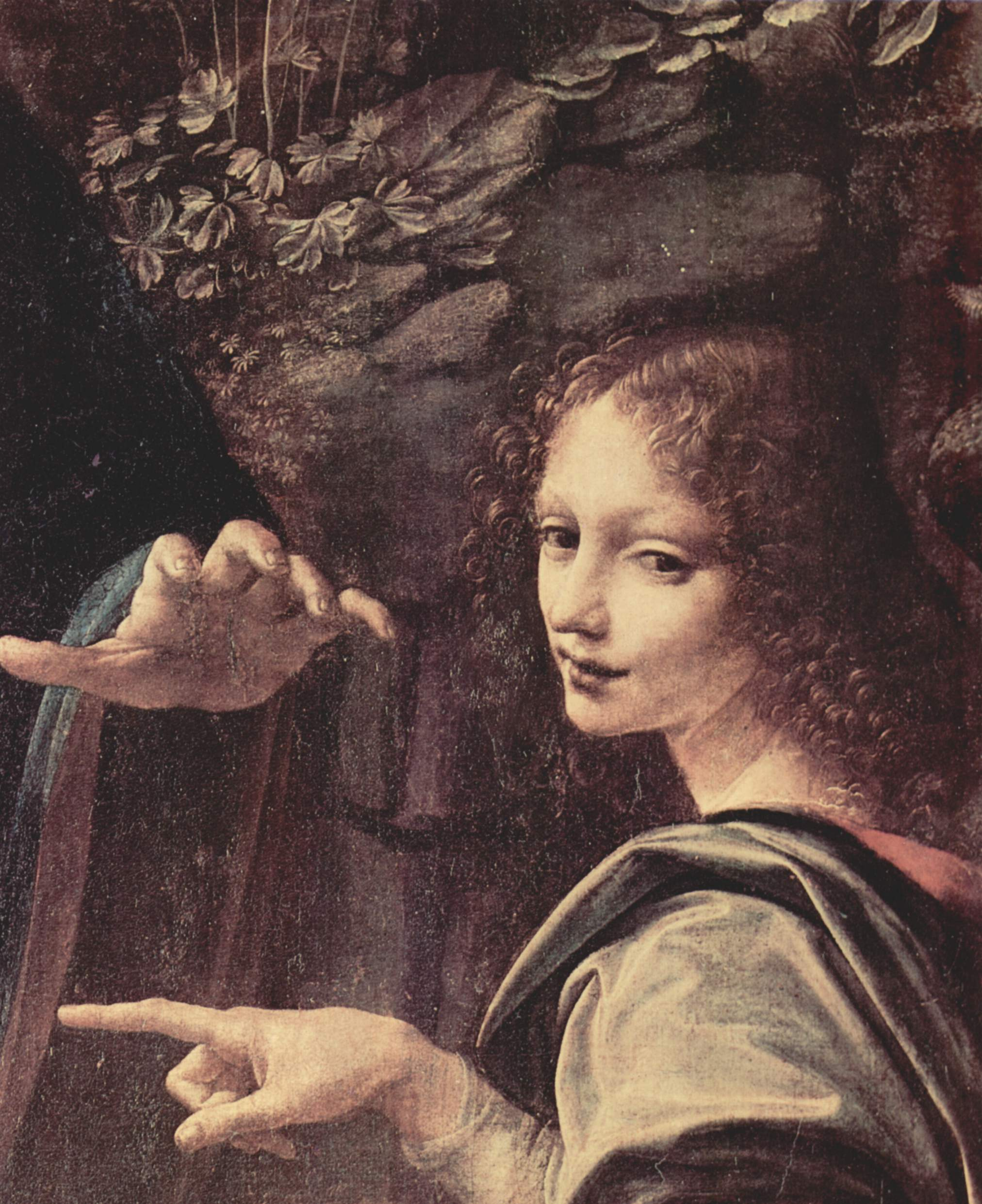
L'angelo

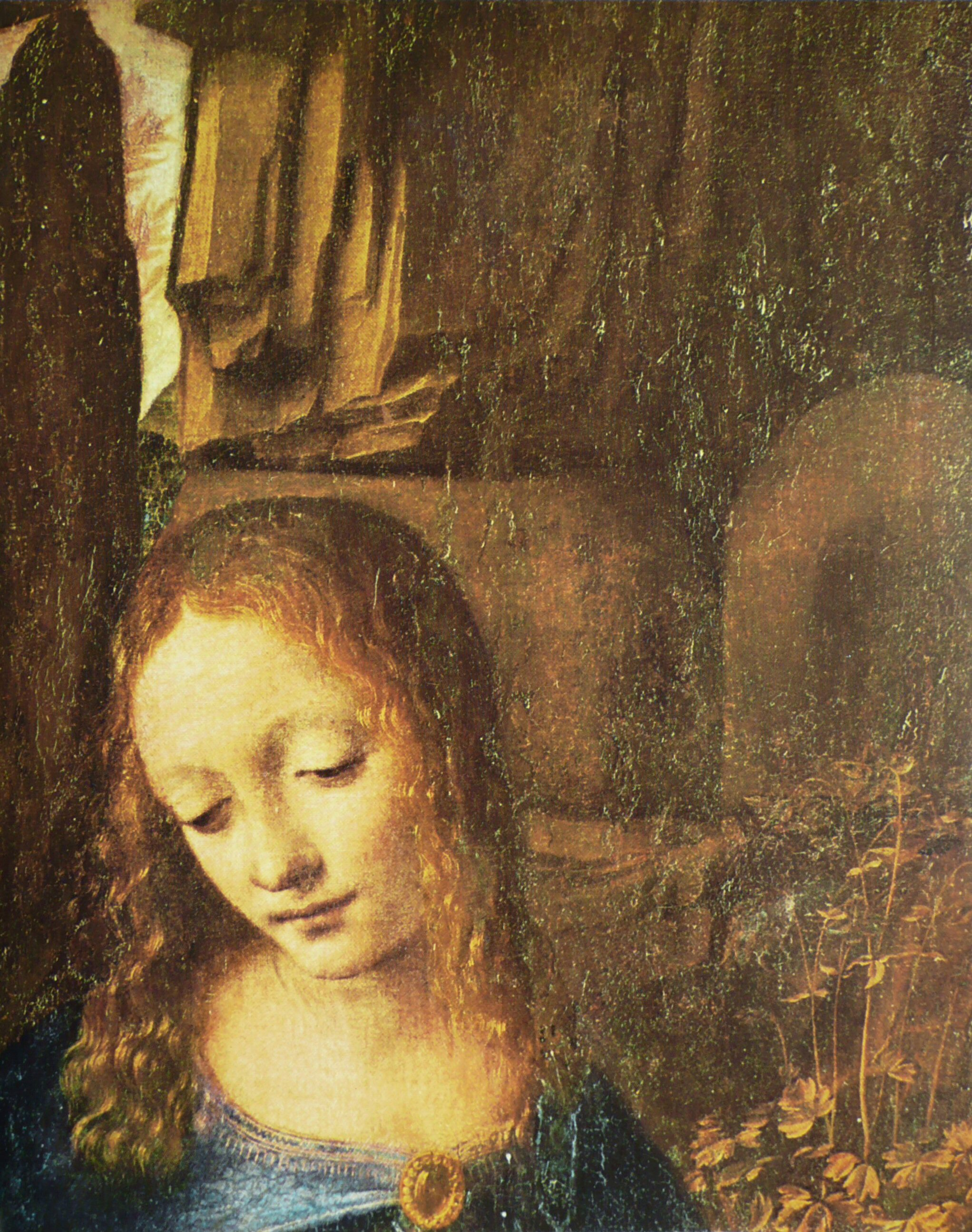
La Madonna

### Soggetto
La scena si svolge in un umido paesaggio roccioso, orchestrato architettonicamente, in cui dominano fiori e piante acquatiche, descritti con minuzia da botanico; da lontano si intravede un corso d'acqua. Al centro Maria allunga la mano destra a proteggere il piccolo san Giovanni in preghiera, inginocchiato e rivolto a Gesù Bambino, che si trova più in basso, a destra, in atto di benedirlo e con il corpo in torsione. Dietro di lui si trova un angelo, con un vaporoso mantello rosso, che guarda direttamente verso lo spettatore con un lieve sorriso, coinvolgendolo nella rappresentazione, e con la mano destra indica il Battista, rinviando lo sguardo verso il punto di partenza in una moltitudine di linee di forza. La mano sinistra di Maria si protende in avanti come a proteggere il figlio, con un forte scorcio.
Già Pedretti rilevava una serie di elementi inquietanti nella tavola, come la fisionomia ambigua dell'angelo (definito "un'arpia"), mentre Bramly riferendosi all'inconsueta posizione della mano sinistra di Maria la descrive come "l'artiglio di un'aquila".
Due cavità si aprono ad arte nello sfondo, rivelando interessanti vedute di speroni rocciosi e gruppi di rocce irte, che a sinistra sfumano in lontananza per effetto della foschia, secondo la tecnica della prospettiva aerea di cui Leonardo è considerato l'iniziatore. In alto invece il cielo si fa cupo, quasi notturno, con l'incombere minaccioso della grotta, punteggiata da innumerevoli pianticelle.

### Fonti del soggetto
La scena raffigura l'incontro tra il piccolo Gesù e Giovanni Battista, un episodio che non è narrato nei vangeli canonici ma deriva principalmente dalla Vita di Giovanni secondo Serapione e, per certi particolari come l'ambientazione in un paesaggio roccioso, da episodi tratti da vangeli apocrifi e altri testi devozionali, all'epoca fonti molto utilizzate per l'elaborazione dei soggetti di arte sacra.
Nell'apocrifo Protovangelo di Giacomo si legge che Elisabetta, la madre di Giovanni, seppe che Erode voleva uccidere tutti i bambini, così prese il figlio e fuggì su una montagna. Guardandosi attorno e non trovando un rifugio, invocò Dio e in quel momento «il monte si aprì in una cavità e l'accolse (...) e una luce vi traspariva per loro, perché presso di loro c'era un angelo del Signore che li custodiva». Nella Natività di Maria e Gesù (o Libro dell'infanzia del Salvatore), secondo il Codice Arundel 404 (A102), troviamo una scena successiva ambientata sulla montagna: «Giovanni si trovava con sua madre Elisabetta nel deserto, nella fessura del monte altissimo, e l'angelo di Dio li nutriva. Nel deserto, Giovanni si irrobustiva. Il suo cibo era poi costituito da locuste di campo e miele selvatico; il suo vestito era fatto di peli di cammello, e portava ai fianchi una cintura di pelle». Nella Vita di Giovanni secondo Serapione, si assiste all'incontro tra i due bambini. Gesù vede Giovanni in lacrime vicino alla madre Elisabetta morta dopo cinque anni di peregrinazioni tra montagne e deserti e gli dice di non disperarsi perché «io sono Gesù Cristo, tuo maestro. Io sono Gesù, tuo parente. Sono venuto da te con la mia madre diletta per preparare la sepoltura della benedetta Elisabetta tua madre felice. Ella è parente di mia madre. Quando il benedetto e santo Giovanni udì questo, si volse. Il signore Cristo e la sua vergine madre lo abbracciarono». Secondo questo racconto Gesù e la madre si fermano sette giorni; nel ripartire, vedendo che la madre piange per la solitudine del piccolo Giovanni, Gesù le dice che non deve preoccuparsi perché questo è il volere di Dio, e aggiunge «Qui c'è pure Gabriele, il capo degli angeli: gli ho dato l'incarico di proteggerlo e di elargirgli potere dal cielo. Io inoltre gli renderò l'acqua di questa sorgente dolce e deliziosa come il latte che succhiò dalla madre».
Un'altra versione dell'incontro si trova in un testo dell'inizio del Trecento che riprende ed elabora anche vicende tratte dagli apocrifi, la Meditaciones vite Christi, per lungo tempo attribuito a san Bonaventura ma oggi restituito al suo autore, il francescano Giovanni de Cauli. Nel brano dedicato al ritorno dalla fuga in Egitto leggiamo che Gesù e Maria «incontrarono Giovanni Battista che già qui aveva cominciato a fare penitenza, pur non avendo alcun peccato. Si dice che il luogo del Giordano nel quale Giovanni battezzò è quello da dove passarono i figli d'Israele quando vennero dall'Egitto per detto deserto; e che presso quel luogo nello stesso deserto Giovanni fece penitenza. Da cui è possibile che il bimbo Gesù passando da lì nel suo ritorno trovò lui nel medesimo luogo».
Pietro Marani ha sostenuto in più occasioni che il soggetto dell'opera potrebbe invece essere stato ispirato alla Apocalypsis Nova del Beato Amadeo Mendes da Silva, un francescano che tra il 1454 e il 1457 fu ospite della Confraternita milanese. Amadeo dava infatti grande importanza a Maria e Giovanni Battista come nuovi protagonisti della sua interpretazione dei testi sacri, e soprattutto Maria era vista come ripiena della perfezione e dotata del dono della "scienza totale" assimilata alla Sapienza, immagine della conoscenza universale. Secondo Marani Leonardo potrebbe aver posseduto quello scritto in quanto nel Ms Madrid 8936, fol.3 recto egli registra un "Libro dell'Amadio". Ma questo è quasi certamente riconducibile a un libro di architettura di Giovanni Antonio Amadeo, architetto lombardo che in diverse occasioni collaborò con Leonardo e che venne designato come "arbitro" proprio nella disputa legale che vide l'artista contrapposto alla Confraternita dell'Immacolata.

## Stile
Le figure emergono dallo sfondo scuro, con una luce diffusa tipica dello sfumato leonardesco, che crea un'atmosfera avvolgente, di "pacata Rivelazione". L'opera sembra celare infatti il mistero dell'Immacolata concezione, con l'arido scenario montuoso, oscuro e simbolico, che evoca, con la manifestazione delle viscere della natura in cui la Vergine sembra incastrarsi a perfezione, il senso del mistero legato alla maternità.
I colori sono più cupi di quelli utilizzati da Leonardo nella versione successiva, ma la luce è decisamente più calda di quella, asettica e tagliente, di Londra.

## Simbologie
La grotta rappresenta l'utero materno, il luogo della rinascita ed il passaggio nell'Aldilà. La roccia è strettamente in relazione con la missione di Cristo sulla terra, sorgente e bevanda purificatrice dell'anima. La Vergine è ritratta nella sua funzione protettrice di madre e nutrice. L'angelo indica Giovanni Battista in preghiera, messaggero della Redenzione, che si compirà attraverso il Battesimo e il sacrificio di Cristo. Il dito rivolto verso l'alto indica la dimensione superiore ed ultraterrena, alla quale Gesù è predestinato. Inoltre Leonardo, come risulta da vari passi dei suoi scritti, era affascinato dall'immagine della "caverna": dal punto di vista scientifico o geologico, ma soprattutto come interiora della terra, natura sotterranea o subnatura, "ricettacolo della vita geologica, dei movimenti enormi nello spazio e nel tempo che costituiscono il suo segreto" (André Chastel).

## LaVergine delle Roccenel contesto dell'«Apocalypsis nova»
Recentemente emerge una nuova ricerca per porre fine al fervente dibattito tra gli storici dell'arte sulla Vergine delle Rocce, in particolare per quanto riguarda la data di creazione della prima versione e il motivo rappresentato nelle versioni del Louvre e della National Gallery. Questa ricerca, presentata nel libro "LA VISITAZIONE di Leonardo da Vinci secondo l'Apocalypsis nova" (La vera origine de "La Vergine delle Rocce") di Ramón Moreno López de Ayala, propone una interpretazione rivoluzionaria che getta luce sulla datazione dell'opera e sul suo significato spirituale. Il libro di Ramón Moreno López de Ayala integra l'ipotesi di Ricardo De Mambro Santos, entrambe recentemente messe in discussione .
La teoria tradizionale sostiene che la versione del Louvre sia stata dipinta da Leonardo per soddisfare una commissione nel 1483 dalla Scuola della Concezione, seguita dalla vendita del dipinto a un altro cliente e dalla creazione della versione della National Gallery come sostituto. D'altro canto, la recente ricerca sostiene che l'opera sia stata realizzata dopo il 1482, scartando le teorie che la collocavano prima di questa data.
Secondo il nuovo approccio, il contesto spirituale dell'epoca di Leonardo è essenziale per comprendere il dipinto. Questo contesto è direttamente legato all'eremita francescano Amadeo da Silva, deceduto a Milano il 10 agosto 1482; poco dopo, Leonardo sarebbe arrivato da Firenze per lavorare alla Corte Sforza. Il religioso fu sepolto a Santa Maria della Pace a Milano con un manoscritto abbracciato al petto, dove si leggeva la nota "Aperietur in tempore" ('Si aprirà a tempo'). Questo manoscritto, vietato di leggere fino a quando il prescelto da Dio non lo avesse rivelato al mondo, intitolato "Apocalypsis nova", narrava gli otto "raptus" o rapimenti in cielo che il Beato Amadeo subì dalla grotta penitenziale di San Pietro in Montorio a Roma, oggi ricordata dal monumento eretto da Donato Bramante, noto come Tempietto.
Moreno López de Ayala dimostra che la quinta visione di Amadeo, che descrive un incontro celestiale tra i bambini Giovanni Battista e Gesù, ha servito da ispirazione per la Vergine delle Rocce. Il dettaglio chiave per associare entrambi i racconti è lo scorcio insolito del Bambino Gesù, che è seduto e benedice il bambino Giovanni in ginocchio, mentre l'arcangelo Gabriele dirige il suo sguardo complice verso lo spettatore, indicando il servo scelto da Gesù. La prova chiave dell'«Apocalypsis nova» estratta nella ricerca è il seguente testo in latino:
Iesus vero quasi sedebat et, manu dextra erecta, versus ipsum Ioannem extensa, illum his verbis et eadem lingua benedicebat per modum cantici: ... ('Gesù, tuttavia, mentre era seduto e, con la sua mano destra alzata e protesa verso Giovanni, con queste parole e, nella stessa lingua, lo benediceva a modo di canto': ...) 
Questo testo dell'«Apocalypsis nova» è conservato, tra le altre biblioteche, presso la Biblioteca Apostolica Vaticana, con la referenza "Vat.lat.3825" e corrisponde alla pagina 72r.
Leonardo, secondo questa teoria, dipinse una scena complessa che va oltre la rappresentazione convenzionale della Visitazione. Nella nuova interpretazione, la Vergine delle Rocce rappresenta il momento biblico della Visitazione dalla visione mistica, segnando l'inizio del cammino di salvezza dell'umanità. La scena si concentra sul dialogo spirituale tra Gesù e Giovanni Battista, ma ancora non concepiti. L'interazione tra le figure non ancora nate aggiunge una dimensione teologica e mistica profonda al dipinto, mostrando le figure principali libere dal peccato originale. L'opera invita lo spettatore a contemplare la trascendenza e il mistero della fede. Pertanto, la connessione teologica e mistica tra entrambe le figure ancora non nate durante la Visitazione diventa il nucleo dell'opera, dove la loro interazione riflette la visione dell'«Apocalypsis nova» del Beato Amadeo da Silva nel suo quinto rapimento.
Va sottolineato che Amadeo era fratello di Santa Beatrice de Silva, fondatrice dell'Ordine dell'Immacolata Concezione.
In conclusione, questa ricerca getta luce sull'origine e il significato spirituale del capolavoro di Leonardo da Vinci, sfidando le teorie tradizionali ed arricchendo la nostra comprensione di quest'opera iconica del Rinascimento.